# John Hutton Balfour
John Hutton Balfour (Edimburgo, 15 settembre 1808 – Edimburgo, 11 febbraio 1884) è stato un botanico scozzese membro della Royal Society di Edimburgo (FRSE), della Royal Society (FRS), del Collegio reale dei chirurghi di Edimburgo (FRCSE), della Linnean Society of London (FLS) e della Wernerian Natural History Society (MWS)..
Era figlio di Andrew Balfour, un medico militare che era tornato ad Edimburgo per dedicarsi all'attività tipografica ed editoriale.
Balfour divenne professore di botanica prima all'Università di Glasgow nel 1841, poi all'Università di Edimburgo, divenendo anche gestore regio del Giardino botanico reale di Edimburgo e botanico di Sua Maestà nel 1845. Egli mantenne questi incarichi fino alla data del suo pensionamento, nel 1879.
La sorella Magdelene, andò sposa a William A. F. Browne (1805–1885), famoso frenologo e riformatore di manicomi.
Da lui discende l'attrice Tilda Swinton.

## Biografia

### Inizi
Balfour fu educato alla Royal High School di Edimburgo e quindi studio presso la Università di St. Andrews e in quella di Edimburgo, raggiungendo i titoli accademici di M.A. prima e di M.D. poi, quest'ultimo nel 1832. Ad Edimburgo egli divenne membro eminente della Plinian Society, un club di appassionati di Scienze naturali presso l'Università di Edimburgo, ove conobbe il frenologo William A.F. Browne, partecipando al vigoroso dibattito riguardante la storia naturale e la teologia. I suoi intendimenti originali erano stati quelli di essere ordinato sacerdote della Chiesa di Scozia, ma poi iniziò la pratica medica ad Edimburgo nel 1834, dopo aver effettuato alcuni studi all'estero.
Fu eletto membro della Società reale di Edimburgo nel gennaio 1835, alla giovane età di 26 anni e ne fu uno dei membri che vi appartennero più a lungo. Ne fu Segretario generale dal 1860 al 1879 e vice presidente dal 1881 al 1883.

### Botanica
Con l'interesse per la botanica, Balfour fu determinante sia per la fondazione della Società botanica di Edimburgo nel 1836 e del Club botanico di Edimburgo nel 1838.
Nel 1841 egli iniziò a tenere lezioni di botanica nella scuola extra moenia di Edimburgo, riscuotendo un certo successo. Nel 1842 fu nominato professore di botanica presso l'Università di Glasgow. Nel 1845 Balfour si trasferì ad Edimburgo per assumere la cattedra di botanica all'università di quella città, incarico che mantenne fino al 1879. Fu anche nominato gestore regio del Giardino botanico reale di Edimburgo e botanico di Sua Maestà. Questi incarichi seguivano un lungo periodo di conflitto politico nel quale Balfour trionfò sul suo eminente antagonista, Joseph Dalton Hooker, personaggio molto vicino a Charles Darwin.
Balfour fu per vari anni decano della Facoltà di Medicina dell'Università di Edimburgo ed ebbe un enorme successo come insegnante di botanica, collegando le sue lezioni scientifiche a digressioni teologiche, poiché egli rimase profondamente legato alla teologia razionale.
Nel gennaio del 1862 egli tenne corrispondenza in materia di botanica con Charles Darwin, mettendo insieme le sue serate presso la Plinian Society con il cognate William A.F. Browne. Egli tenne anche corrispondenza con l'irascibile botanico Hewett Cottrell Watson, un ex frenologo, evoluzionista e sostenitore del diverso sviluppo delle semisfere cerebrali umane.
Sotto le cure di Balfour il Giardino botanico reale fu ampliato e migliorato e costruiti una serra per palme, un arboreto e delle sistemazioni per l'insegnamento.
Balfour si ritirò dalla sua attività accademica nel 1879. Il figlio, sir Isaac Bayley Balfour, divenne un famoso botanico per conto suo.
Il pino californiano "coda di volpe" è stato chiamato Pinus balfouriana Balf. In suo onore.

### La fine
Dal 1877 egli visse nella Inverleith House, all'interno dell'appena ampliato Diardino botanico reale di Edimburgo, nel ruolo di gestore regio.
Egli ivi morì e la sua salma fu inumata nel cimitero di Warriston, insieme a quella della consorte Marion Spottiswood Balfour.

## Matrimonio e figli
Egli sposò Marion Spottiswood Bayley, dalla quale ebbe due figli, Andrew Francis Balfour (1851-1906) e Isaac Bayley Balfour. 

## Opere
Tra i suoi scritti di botanica vi sono:
- Manual of Botany (1848),
- Class Book of Botany (1852),
- Outlines of Botany (1854),
- Elements of Botany for Schools (1869),
- Botanist's Companion (1860),
- Introduction to Palaeontological Botany (1872),
- The Plants of Scripture.

Egli contribuì inoltre alla voce sulla botanica nell'ottava edizione della Encyclopaedia Britannica.